# 刻赤区

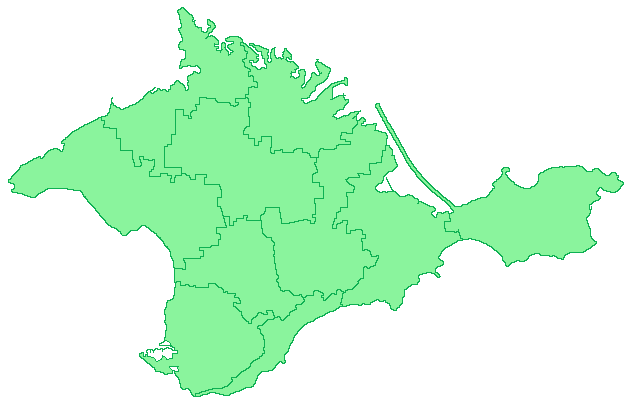
乌克兰克里米亚自治共和国现今的区份划分图，刻赤区位于克里米亚半岛的最东部

刻赤区（烏克蘭語：Керченський район）是乌克兰在克里米亚自治共和国成立的区份，行政中心为刻赤。
此区成立于2023年9月7日，其区域包括刻赤市拉达和原列宁诺区（叶迪库尤区）管辖的区域。但由于乌克兰并未实际控制克里米亚，故事实上此区并未真正运作。

## 聚居地及下属拉达
该区境内共有69个聚居地：两个城市、两个市级镇、64个村庄和一个乡村居民点。在行政管理上该区有28个拉达（或称议会）：两个市拉达、两个镇拉达和24个村达拉。